# Kruiningen
Kruiningen est un village de la commune néerlandaise de Reimerswaal, sur la presqu'île de Zuid-Beveland en Zélande. Le village compte 4 011 habitants (2008).
Le village doit son unique notoriété à la liaison de bacs Kruiningen-Perkpolder. En 2003, cette liaison a cessé lors de l'inauguration du tunnel de l'Escaut occidental.

## Histoire
Le lieu où Kruiningen est né était situé sur l'un des îlots originels qui ont formé par la suite Zuid-Beveland. Les alentours ont été endigués par des moines des abbayes de Notre-Dame-des-Dunes (Coxyde) et de Ter Doest.
Kruiningen a été touché durement au cours des inondations de 1953 ; 62 habitants perdirent la vie et presque tout le village se trouvait sous eaux.
Depuis 1970, Kruiningen fait partie de la commune de Reimerswaal dont il est le chef-lieu.

## Transport
Jusqu'en 2003, Kruiningen était relié à Perkpolder en Flandre zélandaise par un service de ferry sur l'Escaut oriental.
Kruiningen possède une gare, que le village partage avec Yerseke : la Gare de Kruiningen-Yerseke.

## Personnalité native de Kruiningen
- Daan Manneke, compositeur et organiste né en 1939.

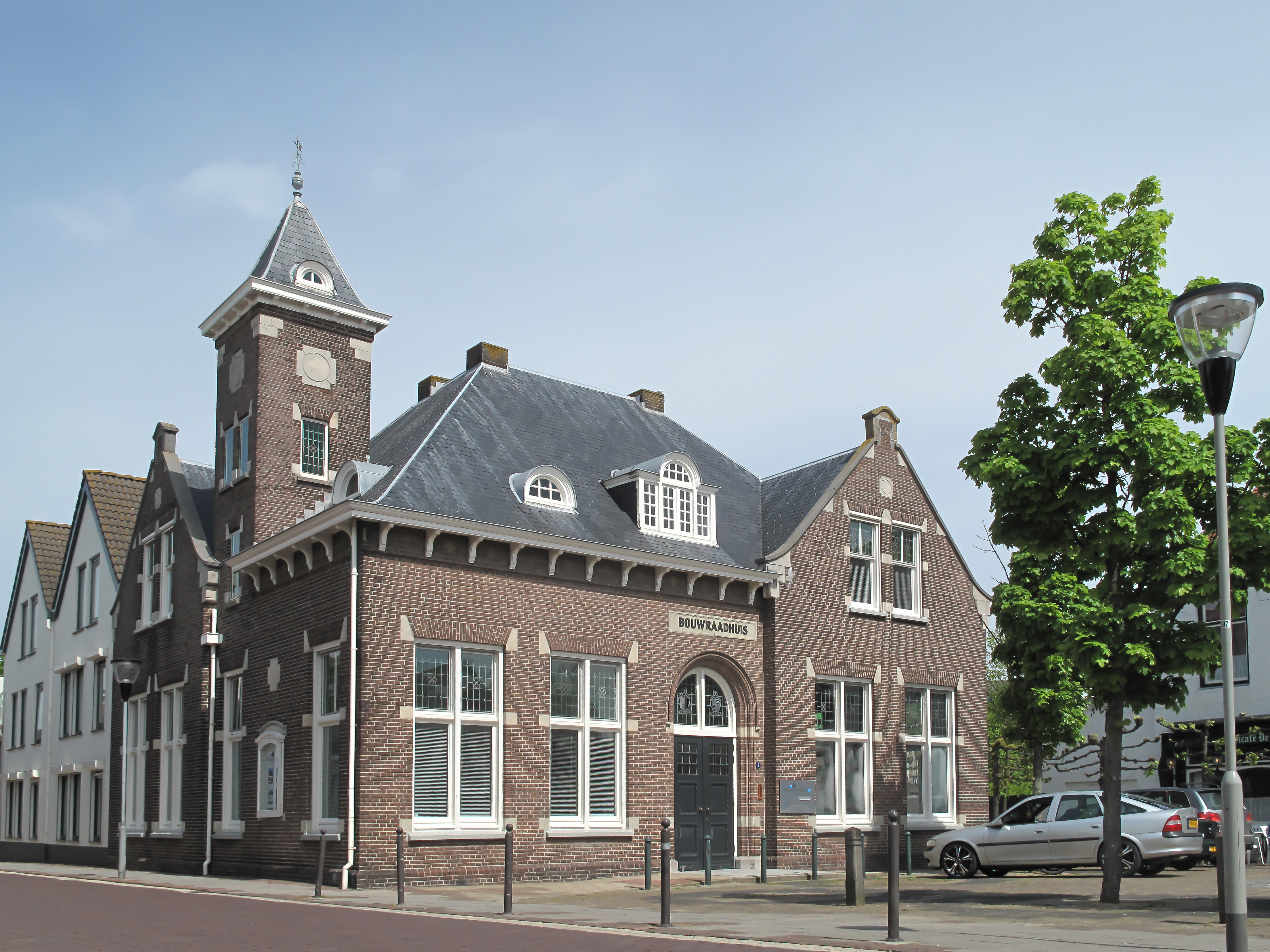
Kruiningen, mairie pour la construction

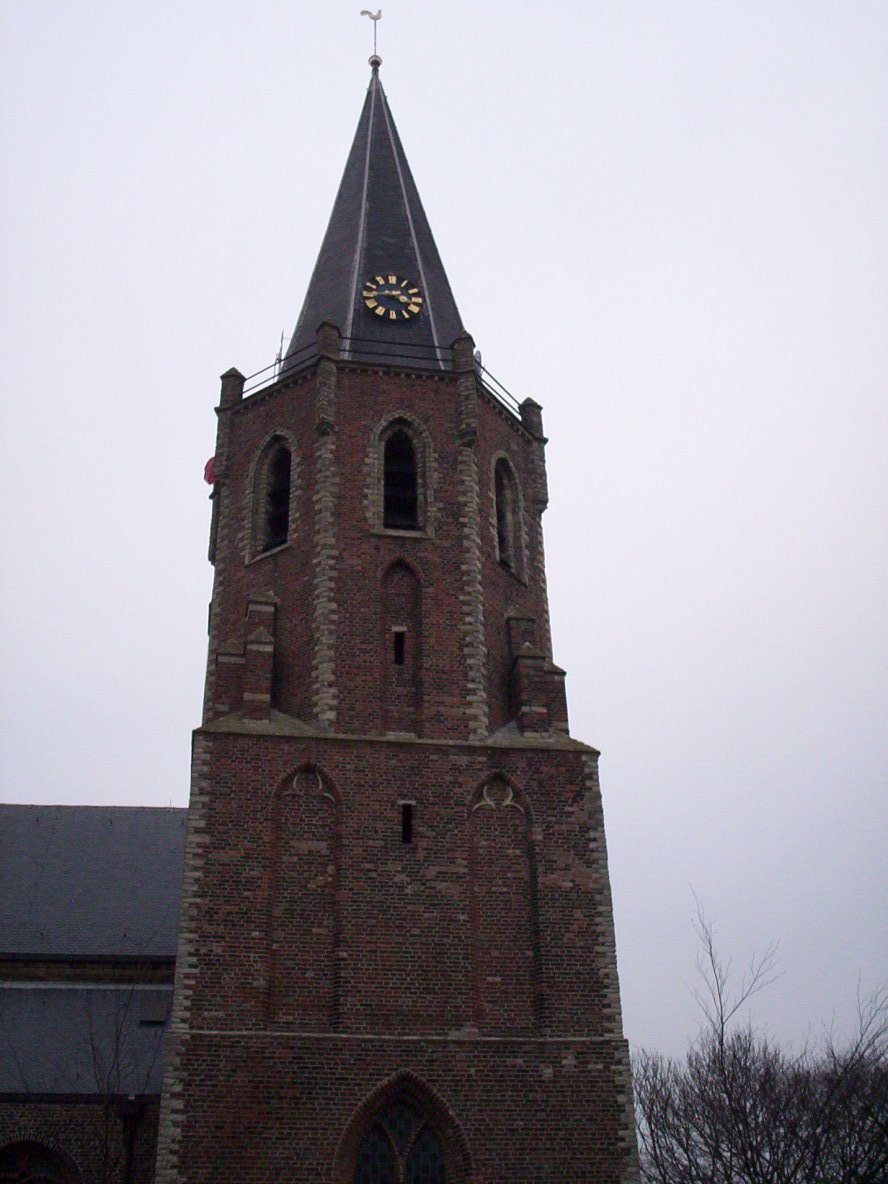
Le clocher de lOude Kerke (la « Vieille église »).